# أمراض معدية معوية
تضم الأمراض المعدية المعوية مجموعة كبيرة من أنواع عدوى الأمعاء منها: الكوليرا وحمى التيفوئيد والحمى نظيرة التيفية وأنواع مختلفة أخرى من العدوى مثل داء السلمونيلات وداء الشيغيلات والتسمم السجقي والالتهاب المعدي المعوي وداء الأميبات وغيرها كثير.
تسببت حمى التيفوئيد والحمى نظيرة التيفية 221000 وفاة في عام 2013 بينما كانت 259000 وفاة في عام 1990. الأمراض الألأخرى التي تسببت بإسهال نتج عنها 1.3 مليون وفاة في عام 2013 بينما كانت 2.6 مليون وفاة في عام 1990..